# تاكويا موراؤكا
تاكويا موراؤكا (باليابانية: 村岡 拓哉) (24 يوليو 1990 في كاناغاوا في اليابان – )؛ هو لاعب كرة قدم ياباني سابق كان يلعب كمدافع.

## وصلات خارجية
- تاكويا موراؤكا على موقع رابطة كرة القدم اليابانية للمحترفين (اليابانية)
- تاكويا موراؤكا على موقع قاعدة بيانات كرة القدم.إي يو (الإنجليزية)
- تاكويا موراؤكا على موقع Soccerway.com (الإنجليزية)
- تاكويا موراؤكا على موقع عالم كرة القدم.نت (الإنجليزية)